# Kaalslag

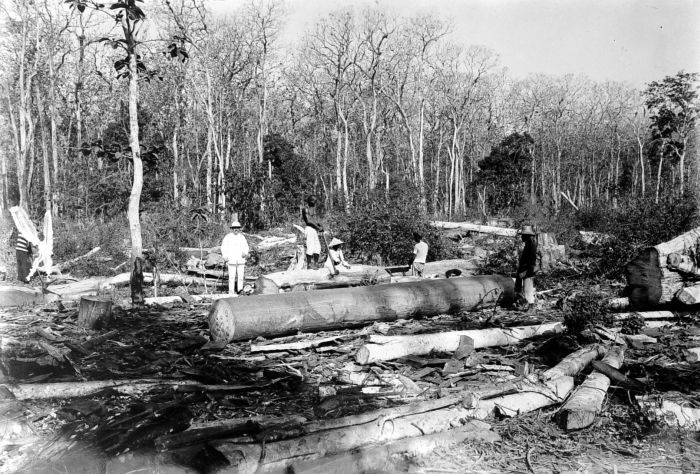
Kaalslag op Java in 1940-44

Kaalslag of kaalkap is een wijze van houtoogst in productiebossen waarbij alle bomen verwijderd worden. Ook het ontginnen van tropisch regenwoud gebeurt door grootschalige kaalslag. Boeren passen al vele eeuwen kaalslag toe om over vruchtbare akkerbouwgrond te kunnen beschikken. 
Overdrachtelijk wordt onttakeling op grote schaal, van bijvoorbeeld een organisatie, ook wel kaalslag genoemd. 

## Traditionele kaalslag
Het traditionele akkerbouwsysteem in de oerwouden van Zuid-Amerika (het Amazoneregenwoud) en Indonesië is een vorm van kaalslag. Elke boer kapt een stukje bos en steekt de omgehakte bomen in brand. Door de verbranding komt as vrij, die de bodem vruchtbaar maakt. Vervolgens worden er gewassen op het kale stuk grond verbouwd. De bosgrond verliest echter snel zijn vruchtbaarheid, waardoor de boer wordt gedwongen na verloop van tijd naar een nieuw stuk grond te verhuizen. Het kaalkappen van het bos door trekkende boeren wordt in Indonesië ladangen genoemd.
Wanneer de boeren over een groot gebied verspreid zijn, heeft de natuur de kans zich te herstellen. De verlaten velden worden dan lange tijd niet gebruikt, zodat er weer een nieuwe bosvegetatie ontstaat. Er zijn echter zo veel trekkende boeren, dat ze een bedreiging vormen voor het tropische regenwoud. Elk jaar worden er grote stukken onvruchtbaar bos achtergelaten, terwijl er te weinig nieuwe vegetatie voor in de plaats komt. Geleidelijk verzwakt de bodem door gebrek aan humus en kan er bodemerosie optreden.